# Budigova vila
Budigova vila je historizující vila z 90. let 19. století ve Svitavách.

## Historie
Investorem vily byl podnikatel a politik Johann Budig. Budovu ve stylu německé (norimberské) neorenesance navrhl architekt Ryšavý a stavbu provedl stavitel Randa. Hlavní budova byla dokončena v roce 1892, v roce 1900 pak přibyla dvě křídla. V roce 1945 byl objekt rodině zkonfiskován a od roku 1947 se v něm usídlilo městské muzeum. V průběhu 60. let 20. století, až do roku 1969, byla budova rekonstuována. V roce 1976 začalo v novodobé přístavě, která vznikla na místě původního hospodářského křídla, fungovat Okresní muzeum dělnického hnutí. V roce 1990 proběhla oprava hlavního průčelí a prostory vily začala využívat Výstavní galerie ve Svitavách, o rok později se instituce změnila na Městské muzeum a galerii ve Svitavách. Od roku 1997 je objekt chráněn jako kulturní památka. V letech 1997–2000 byly pro muzeum dobudovány nové výstavní prostory, opticky propojené s hlavní budovou. V roce 2007 pak proběhla generální rekonstrukce střechy.

## Architektura
Jedná se o samostatně stojící jednopatrovou budovu, k jejímuž zadnímu průčelí jsou kolmo připojena dvě křídla. Hlavní, severní průčelí je devítisté, s rizalitem a štítem přes tři centrální osy a menším, jednoosým rizalitem na pravé straně. Horizontálně je fasáda členěna kordonovou a korunní římsou. Okna jsou vsazena v ostění a zdobena segmentovou nadokenní římskou s klenákem. Hlavní vstup je lemován polosloupy s iónskými hlavicemi, na nich leží kladí s profilovaným architrávem, vlysem a římsou. Okna v patře jsou podobná jako v přízemí, nad oknem v centrální ose je umístěno ještě termální okno. V rizalitu je prostor mezi okny v patře zdoben rámy s rostlinným motivem. Štít nad rizalitem je stupňovitý, zdobený věžičkami, a ve vrcholu je umístěna kartuš s letopočtem 1892. Na severovýchodním nároží je v patře válcový arkýř s kuželovou stříškou. Fasáda je provedena ve světlých glazovaných cihlách. Boční a zadní průčelí mají hladkou bílou fasádu a jsou členěna pouze jednoduchou kordonovou a korunní římsou.